# Крис Фен
Кристофър „Крис“ Майкъл Фен (на английски: Christopher „Chris“ Michael Fehn) е бивш перкусионист на американската ню метъл група Слипнот. Крис използва маска от тип Пинокио, която е виждана в най-различни цветове и стилове, но винаги носът на маската е дълъг 19 см. Той е играл американски футбол в колежа преди да започне да свири със Слипнот. Крис Фен пее повечето беквокали заедно с Шон Крахан и Пол Грей.